# Aš
Aš (în germană Asch) este un oraș cu 12.814 de locuitori în Boemia de nord-vest Republica Cehă.